# 24 ur Le Mansa 1978
24 ur Le Mansa 1978 je bila šestinštirideseta vzdržljivostna dirka 24 ur Le Mansa. Potekala je 10. in 11. junija 1978.

## Rezultati

### Uvrščeni
| Poz | Razred    | Št | Moštvo                                                   | Dirkači                                                       | Šasija                  | Motor                     | Krogi |
| --- | --------- | -- | -------------------------------------------------------- | ------------------------------------------------------------- | ----------------------- | ------------------------- | ----- |
| 1   | S +2.0    | 2  | Renault Sport                                            | Didier Pironi Jean-Pierre Jaussaud                            | Renault-Alpine A442B    | Renault 2.0L Turbo V6     | 369   |
| 2   | S +2.0    | 6  | Martini Racing Porsche System                            | Bob Wollek Jürgen Barth Jacky Ickx                            | Porsche 936/78          | Porsche 2.1L Turbo Flat-6 | 364   |
| 3   | S +2.0    | 7  | Martini Racing Porsche System                            | Hurley Haywood Peter Gregg Reinhold Joest                     | Porsche 936/77          | Porsche 2.1L Turbo Flat-6 | 362   |
| 4   | S +2.0    | 4  | Equipe Renault Elf Sport Calberson                       | Guy Fréquelin Jean Ragnotti José Dolhem Jean-Pierre Jabouille | Renault-Alpine A442     | Renault 2.0L Turbo V6     | 358   |
| 5   | IMSA +2.5 | 90 | Dick Barbour Racing                                      | Brian Redman Dick Barbour John Paul Sr.                       | Porsche 935/77          | Porsche 3.0L Turbo Flat-6 | 337   |
| 6   | Gr.5 +2.0 | 44 | Porsche Kremer Racing                                    | Jim Busby Chris Cord Rick Knoop                               | Porsche 935/77          | Porsche 3.0L Turbo Flat-6 | 336   |
| 7   | Gr.5 +2.0 | 41 | Mondelo ASA Cachia - Team Pace                           | Alfredo Guarana Paulo Gomes Mário Amaral                      | Porsche 935/77          | Porsche 3.0L Turbo Flat-6 | 329   |
| 8   | Gr.5 +2.0 | 43 | Martini Racing Porsche System                            | Manfred Schurti Rolf Stommelen                                | Porsche 935/78          | Porsche 3.2L Turbo Flat-6 | 326   |
| 9   | GTP 3.0   | 72 | Jean Rondeau                                             | Jean Rondeau Bernard Darniche Jacky Haran                     | Rondeau M378            | Ford Cosworth DFV 3.0L V8 | 294   |
| 10  | S +2.0    | 10 | Grand Touring Cars Inc.                                  | Vern Schuppan Jacques Laffite Sam Posey                       | Mirage M9               | Renault 2.0L Turbo V6     | 293   |
| 11  | S 2.0     | 31 | ROC La Pierre du Nord                                    | Michel Pignard Lucien Roussiaud Laurent Ferrier               | Chevron B36             | ROC-Chrysler 2.0L I4      | 284   |
| 12  | GT 3.0    | 66 | BP Racing / Anny-Charlotte Verney                        | Anny-Charlotte Verney Xavier Lapeyre François Servanin        | Porsche 911 Carrera RSR | Porsche 3.0L Flat-6       | 279   |
| 13  | GTP 3.0   | 71 | André Chevalley Racing                                   | André Chevalley François Trisconi                             | Inaltera LM             | Ford Cosworth DFV 3.0L V8 | 279   |
| 14  | IMSA +2.5 | 97 | Charles Ivey Racing                                      | Larry Perkins Gordon Spice John Rulon-Miller                  | Porsche 911 Carrera RSR | Porsche 3.0L Flat-6       | 278   |
| 15  | S +2.0    | 8  | Alain de Cadenet                                         | Alain de Cadenet Chris Craft                                  | De Cadenet-Lola LM      | Ford Cosworth DFV 3.0L V8 | 273   |
| 16  | IMSA +2.5 | 86 | Ecurie Grand Competition Cars North American Racing Team | François Migault Lucien Guitteny                              | Ferrari 365 GT4/BB      | Ferrari 4.9L Flat-12      | 262   |
| 17  | GT +3.0   | 62 | "Ségolen"                                                | Christian Bussi Jean-Claude Briavoine "Ségolen"               | Porsche 934             | Porsche 3.0L Flat-6       | 259   |

### Neuvrščeni
Niso prevozili 70% razdalje zmagovalca (258 krogov)
| Poz | Razred    | Št | Moštvo                | Dirkači                                                    | Šasija                  | Motor                     | Krogi |
| --- | --------- | -- | --------------------- | ---------------------------------------------------------- | ----------------------- | ------------------------- | ----- |
| 18  | S 2.0     | 23 | Francy Sauber PP AG   | Marc Surer Eugen Strähl Harry Blumer                       | Sauber C5               | BMW 2.0L I4               | 257   |
| 19  | S 2.0     | 20 | C.H. Graeminger       | Sandro Plastina Mario Luini Jean-Daniel Grandjean          | Cheetah G601            | Ford Cosworth BDG 2.0L I4 | 250   |
| 20  | GT3.0     | 64 | Georges Bourdillat    | Georges Bourdillat Alain-Michel Bernhard Jean-Luc Favresse | Porsche 911 Carrera RSR | Porsche 3.0L Flat-6       | 241   |
| 21  | S 2.0     | 25 | Team Pronuptia        | Bruno Sotty Gérard Cuynet Jean-Claude Dufrey               | Lola T294/6             | Ford Cosworth FVC 1.9L I4 | 238   |
| 22  | S 2.0     | 24 | Team Pronuptia        | Michel Elkoubi Pierre Yver Philippe Streiff                | Lola T296               | Ford Cosworth FVC 1.9L I4 | 232   |
| 23  | S 2.0     | 28 | Dominique Lacaud      | Michel Lateste Jean-François Auboiron Dominique Lacaud     | Lola T297               | BMW 2.0L I4               | 217   |
| 24  | Gr.5 +2.0 | 25 | Porsche Kremer Racing | Louis Krages Dieter Schornstein Philippe Gurdjian          | Porsche 935/77          | Porsche 3.0L Turbo Flat-6 | 182   |

### Odstopi
| Poz | Razred    | Št | Moštvo                                     | Dirkači                                                               | Šasija                  | Motor                     | Krogi |
| --- | --------- | -- | ------------------------------------------ | --------------------------------------------------------------------- | ----------------------- | ------------------------- | ----- |
| 25  | IMSA +2.5 | 88 | Pozzi-Thompson JMS Racing                  | Jean-Claude Andruet Spartaco Dini                                     | Ferrari 512BB           | Ferrari 4.9L Flat-12      | 251   |
| 26  | S +2.0    | 19 | IBEC Racing Developments, Ltd.             | Guy Edwards Ian Grob                                                  | IBEC P6 (Hesketh 308LM) | Ford Cosworth DFV 3.0L V8 | 195   |
| 27  | S +2.0    | 5  | Martini Racing Porsche System              | Jacky Ickx Henri Pescarolo Jochen Mass                                | Porsche 936/78          | Porsche 2.1L Turbo Flat-6 | 255   |
| 28  | S +2.0    | 1  | Renault Sport                              | Jean-Pierre Jabouille Patrick Depailler                               | Renault-Alpine A443     | Renault 2.1L Turbo V6     | 279   |
| 29  | IMSA +2.5 | 87 | Luigi Chinetti Sr.                         | Jacques Guérin Jean-Pierre Delauney Gregg Young                       | Ferrari 512BB           | Ferrari 4.9L Flat-12      | 232   |
| 30  | GTP 3.0   | 76 | WM A.E.R.E.M. / Team Esso Aseptogyl        | Christine Dacremont Marianne Hoepfner                                 | WM P76                  | Peugeot PRV 2.7L V6       | ?     |
| 31  | S 2.0     | 30 | ROC La Pierre du Nord                      | Jacques Henry Albert Dufrene Max Cohen-Olivar                         | Chevron B36             | ROC-Chrysler 2.0L I4      | 195   |
| 32  | IMSA +2.5 | 89 | Pozzi-Thompson JMS Racing                  | Claude Ballot-Léna Jean-Louis Lafosse                                 | Ferrari 512BB           | Ferrari 4.9L Flat-12      | ?     |
| 33  | GTP +3.0  | 78 | WM A.E.R.E.M. / Team Esso Aseptogyl        | Christian Debias Xavier Mathiot Marc Sourd                            | WM P78                  | Peugeot PRV 2.7L Turbo V6 | 186   |
| 34  | GT +3.0   | 68 | Hervé Poulain                              | Edgar Dören Gerhard Holup Hervé Poulain Roman Feitler                 | Porsche 934             | Porsche 3.0L Turbo Flat-6 | 167   |
| 35  | S 2.0     | 27 | Mogil Motors Ltd. with Kores Racing        | Tony Charnell Robin Smith Fréderic Alliot Richard Jones               | Chevron B31             | Ford Cosworth BDG 2.0L I4 | 180   |
| 36  | IMSA +2.5 | 91 | Dick Barbour Racing                        | Bob Garretson Steve Earle Robert Akin                                 | Porsche 935/77          | Porsche 3.0L Turbo Flat-6 | 159   |
| 37  | S 2.0     | 29 | ROC Modylook                               | Michel Dubois Daniel Gache Julien Sanchez                             | Chevron B36             | ROC-Chrysler 2.0L I4      | ?     |
| 38  | Gr.5 +2.0 | 48 | Haberthur / Mecarillos Racing Team         | Herbert Müller Claude Haldi "Nico"                                    | Porsche 935/76          | Porsche 3.0L Turbo Flat-6 | 140   |
| 39  | S +2.0    | 12 | Simon Phillips Racing BATCO France         | Nick Faure John Beasley Simon Phillips Martin Raymond                 | De Cadenet-Lola T380    | Ford Cosworth DFV 3.0L V8 | 99    |
| 40  | S 2.0     | 32 | Dorset Racing Associates with Kelly Girl   | Ian Harrower Tony Birchenhough Miss Juliette Slaughter Brian Joscelyn | Lola T294               | Ford Cosworth FVC 2.0L I4 | ?     |
| 41  | S 2.0     | 26 | G.V.E.A.                                   | Georges Morand Eric Vaugnat Christian Blanc                           | Lola T296               | Ford Cosworth BDG 2.0L I4 | ?     |
| 42  | S 2.0     | 21 | Jean-Marie Lemerle                         | Jean-Marie Lemerle Alain Levié Pierre-François Rousselot              | Lola T294               | ROC-Chrysler 2.0L I4      | ?     |
| 43  | S +2.0    | 3  | Renault Sport                              | Derek Bell Jean-Pierre Jarier                                         | Renault-Alpine A442     | Renault 2.0L Turbo V6     | 162   |
| 44  | GT 3.0    | 65 | Joël Laplacette                            | Antoine Salamin Gerard Vial Yves Courage Joël Laplacette              | Porsche 930             | Porsche 3.3L Turbo Flat-6 | ?     |
| 45  | S 2.0     | 34 | BMW Great Britain with Toleman Delivery    | Dieter Quester Tom Walkinshaw Rad Dougall                             | Osella PA6              | BMW 2.0L I4               | 113   |
| 46  | Gr.5 +2.0 | 94 | Whittington Bros. Racing                   | Don Whittington Bill Whittington Franz Konrad                         | Porsche 935/77          | Porsche 3.0L Turbo Flat-6 | 41    |
| 47  | GT +3.0   | 69 | Ravenel Fréres                             | Willy Braillard Philippe Dagoreau Jean-Louis Ravenel Jean Ravenel     | Porsche 934             | Porsche 3.0L Turbo Flat-6 | ?     |
| 48  | S +2.0    | 11 | Grand Touring Cars Inc.                    | Sam Posey Michel Leclere                                              | Mirage M9               | Renault 2.0L Turbo V6     | 33    |
| 49  | GT +3.0   | 61 | Auto Daniel Urcun                          | Guy Chasseuil Jean-Claude Lefévre Marcel Mignot                       | Porsche 934             | Porsche 3.0L Turbo Flat-6 | ?     |
| 50  | GTP +3.0  | 77 | WM A.E.R.E.M. / Team Esso Aseptogyl        | Jean-Daniel Raulet Marcel Mamers                                      | WM P77                  | Peugeot PRV 2.7L Turbo V6 | 44    |
| 51  | IMSA +2.5 | 85 | Ecurie Francorchamps                       | Teddy Pilette Jean Blaton Raymond Touroul                             | Ferrari 512BB           | Ferrari 4.9L Flat-12      | 39    |
| 52  | IMSA +2.5 | 84 | Brad Friselle Racing Wynn's Belgium        | Brad Friselle Robert Kirby John Hotchkis                              | Chevrolet Monza         | Chevrolet 5.7L V8         | 30    |
| 53  | Gr.5 +2.0 | 46 | Porsche Kremer Racing                      | Martin Raymond "Steve" Mike Franey                                    | Porsche 935/77          | Porsche 3.0L Turbo Flat-6 | 34    |
| 54  | Gr.5 +2.0 | 47 | Weisberg Gelo Racing Team                  | John Fitzpatrick Toine Hezemans                                       | Porsche 935/77          | Porsche 3.0L Turbo Flat-6 | 19    |
| 55  | S 2.0     | 33 | Dorset Racing Associates Cloud Engineering | Bob Evans Martin Birrane Richard Down Richard Bond                    | Lola T294               | Ford Cosworth FVC 2.0L I4 | ?     |

### Statistika
- Najboljši štartni položaj - #6 Martini Racing Porsche System - 3:27.06
- Najhitrejši krog - #1 Renault Sport - 3:34.20
- Razdalja - 5044.53km
- Povprečna hitrost - 210.188km/h

### Dobitniki nagrad
- Index of Thermal Efficiency - #6 Martini Racing Porsche System